# YafaRay

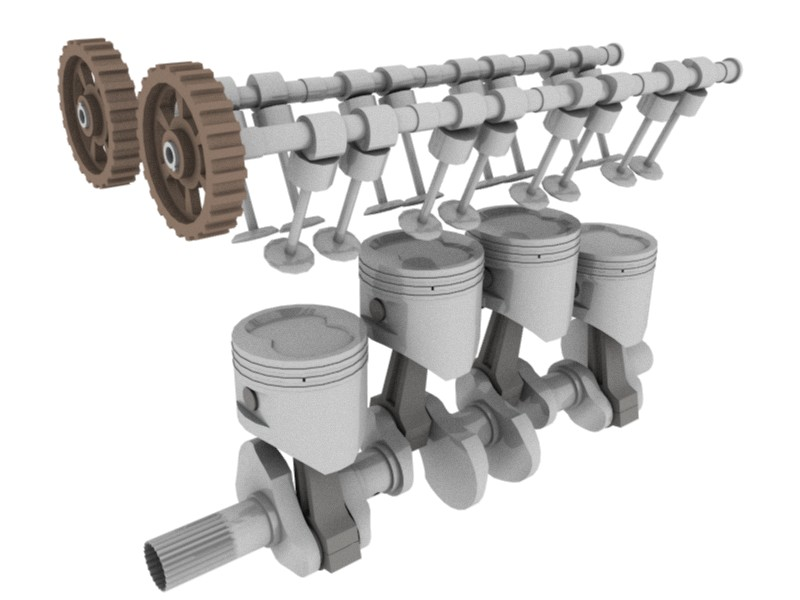
Một hình ảnh tạo bởi YafaRay mô tả các phần của động cơ pit-tông tạo mô hình trong Blender.

YafaRay (gốc là YafRay, Yet Another Free Raytracer - lại một chương trình dò tia miễn phí khác nữa) là một chương trình dò tia miễn phí, mã nguồn mở sử dụng định dạng cảnh 3D mô tả bởi ngôn ngữ XML. Nó được tích hợp vào phần mềm tạo mô hình 3D Blender, và giờ đây có thể dùng tạo ảnh ngay bên trong chương trình một cách trực tiếp mà không cần đến các bộ xuất (exporter, giúp xuất thông tin hình học của cảnh 3D ra định dạng sử dụng được bởi renderer).
Sử dụng giấy phép Giấy phép Văn bản Tự do GNU (LGPL).

## Chức năng

### Kết xuất đồ họa
Sự chiếu sáng tổng thể
YafaRay sử dụng sự chiếu sáng tổng thể để tạo nên hình ảnh chân thực của một cảnh 3D, áp dụng Montecarlo-gần đúng.
Sự chiếu sáng bằng vòm trời
Đây là hệ thống chiếu sáng dựa chủ yếu trên ánh sáng tới từ bầu trời, có góp phần đáng kể trong tính toán bóng đổ mềm của cảnh. Kết quả chiếu sáng có thể đạt được bằng cách dùng một high dynamic range image.
Tụ quang
YafaRay sử dụng phương pháp ánh xạ quang tử cho phép mô phỏng hiện tượng tụ quang. Cũng dùng để mô phỏng các vật liệu trong mờ có hiện tượng tán xạ trên các bề mặt phụ (SSS) trong quá trình phát triển.
Độ sâu trường nhìn
Hiệu ứng độ sâu trường nhìn có thể được tái tạo bằng chức năng này. Với một điểm trong cảnh được chỉnh làm tiêu điểm (với độ nét cao nhất), các đối tượng xa và gần hơn sẽ bị mờ dần đi khi càng xa khỏi tầm nhìn.
Phản xạ mờ
Nếu một bề mặt không phải một gương phản xạ lý tưởng, sự biến dạng sẽ nảy sinh trong ánh sáng được phản xạ. Sự biến dạng này phát triển lớn dần khi đối tượng phản xạ bị đưa ra xa hơn. YafaRay có khả năng mô tả hiện tượng này.

### Kiến trúc phần mềm
Kết cấu nhiều thành phần
Yafaray có cấu trúc nhiều thành phần, với một hạch tâm mà những thành phần còn lại kết nối vào: bộ nạp cảnh 3D, bộ tính toán ánh sáng, vật liệu. Đi kèm với nó là một thư viện API, cho phép phát triển plugin cho chương trình, giúp sử dụng Yafaray với bất kỳ phần mềm 3D nào. Các bộ phần mềm đã được tích hợp là Blender, Wings 3D và Aztec.
Đa hệ điều hành
Yafaray được phát triển hoàn toàn bằng ngôn ngữ C++. Điều đó tạo nên khả năng tương thích mạnh và có các thư viện mã nhị phân được biên dịch trước dành cho hầu hết các hệ điều hành thông dụng: GNU/Linux, Windows 9x/XP/2000, Mac OS X cũng như Irix. Yafaray có thể được dùng như một trình kết xuất đồ họa 3D đọc lập với định dạng cảnh 3D của riêng nó. Theo cách này nó có thể được dùng trực tiếp từ chế độ dòng lệnh hoặc bằng ngôn ngữ kịch bản, v.v... Cung cấp khả năng kết xuất đồ họa 3D song song hoặc phân tán.